# Danse des petits cygnes

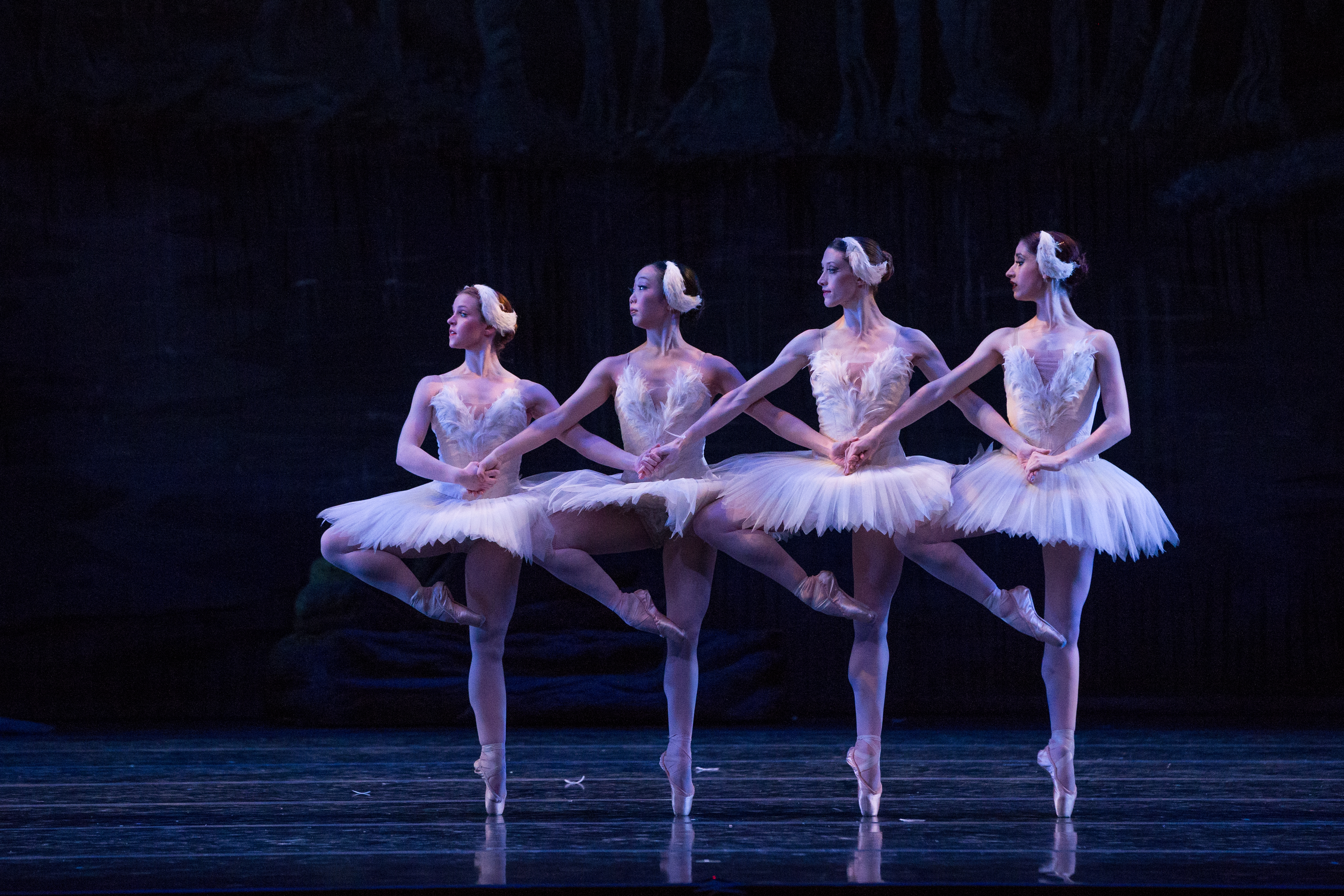
Danse des petits cygnes.

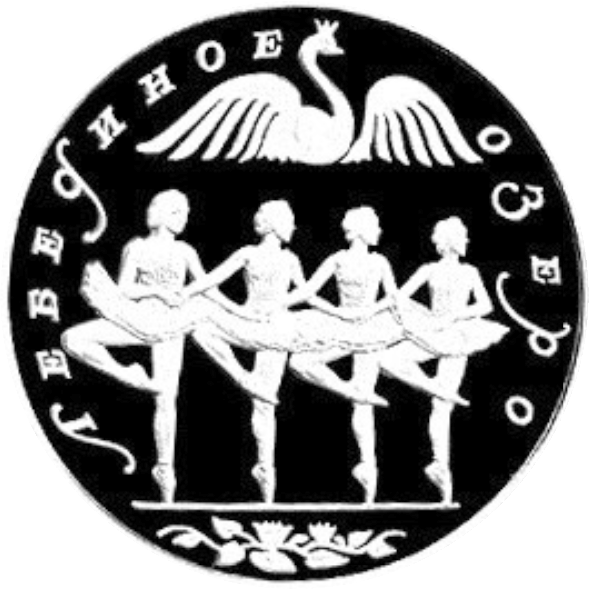
Pièce commémorative en argent émise par la Banque centrale de Russie.

La Danse des petits cygnes est une danse fameuse du Lac des Cygnes de Tchaïkovsky, du deuxième acte du ballet, le quatrième mouvement de no 13.
Ivanov, qui a créé sa chorégraphie pour la célèbre reprise du Lac des Cygnes en 1895, avait l'intention d'imiter la manière dont les jeunes cygnes se blottissent et se meuvent ensemble pour leur protection. Quatre danseuses entrent sur la scène en ligne directe et se déplacent à travers elle, avec leurs bras croisés l'un devant l'autre, en s'accrochant aux mains de la danseuse suivante. Elles se déplacent latéralement en faisant seize  sauts de chat. Idéalement, elles se déplacent à l'unisson exact ou quasi exact. Tout au bout, elles rompent la chaîne comme si elles allaient s'envoler, seulement pour se baisser à terre.
L'une de ces quatre danseuses en 1895 était Vera Trefilova.
Selon l'Américaine critique de danse Jean Battey Lewis, dans ses commentaires sur NPR en 1997, les Petits Cygnes sont joués, en général, par des danseuses inconnues mais prometteuses. Paradoxalement, au vu de la conformité réclamée du quatuor, être choisie pour jouer un Petit Cygne est vu souvent comme une occasion pour être repérée et remarquée, et pour obtenir des rôles plus importants.
Le danse est aussi connue comme pas de quatre.